# Adrodamaeus hispanicus
Adrodamaeus hispanicus är en kvalsterart som först beskrevs av Grandjean 1928.  Adrodamaeus hispanicus ingår i släktet Adrodamaeus och familjen Gymnodamaeidae. Inga underarter finns listade i Catalogue of Life.